# جون بي. سميث (سياسي)
جون بي. سميث (بالإنجليزية: John B. Smith)‏ هو سياسي أمريكي، ولد في 30 أكتوبر 1837 في لندن في كندا، وتوفي في 4 أبريل 1917 في الولايات المتحدة. انتخب عضو مجلس نواب واشنطن.